# Tàngara superba
La tàngara superba (Tangara fastuosa) és un ocell de la família dels tràupids (Thraupidae).

## Hàbitat i distribució
Habita boscos, vegetació secundària i matolls dels turons de l'est del Brasil a Pernambuco i Alagoas.